# هید راجکان
هید راجکان (به انگلیسی: Head Rajkan) یک منطقهٔ مسکونی در پاکستان است که در پنجاب واقع شده‌است.